# Ísleifur Gissurarson
Ísleifur Gissurarson (1006 – 5 luglio 1080) è stato un vescovo cattolico islandese, il primo vescovo d'Islanda, subito dopo l'adozione del Cristianesimo nell'anno 1000.

## Biografia
I suoi genitori furono Gissur Teitsson del clan Mosfellingar e Þórdís Þóroddsdóttir. Dopo aver studiato a Herford in Germania, fu fatto vescovo di Skálholt nel 1056 da Adalberto, arcivescovo di Amburgo e Brema.
Costruì una sede nella sua fattoria di famiglia a Skálholt e fondò una scuola. Uno dei suoi studenti fu Jón Ögmundsson, che in seguito divenne il primo vescovo di Hólar.
Ísleifur fu vescovo per 24 anni, fino alla morte. Sua moglie fu Dalla Þorvaldsdóttir, dalla quale ebbe tre figli: Þorvaldur, Teitur e Gissur, il quale divenne vescovo dopo la morte di suo padre.

## Genealogia episcopale
La genealogia episcopale è:
- Arcivescovo Athelbjart di Brema
- Vescovo Ísleifur Gissurarson